# Tassilo Sittmann
Tassilo Sittmann (* 6. April 1928 in Frankfurt am Main; † 24. April 2022) war ein deutscher Architekt.

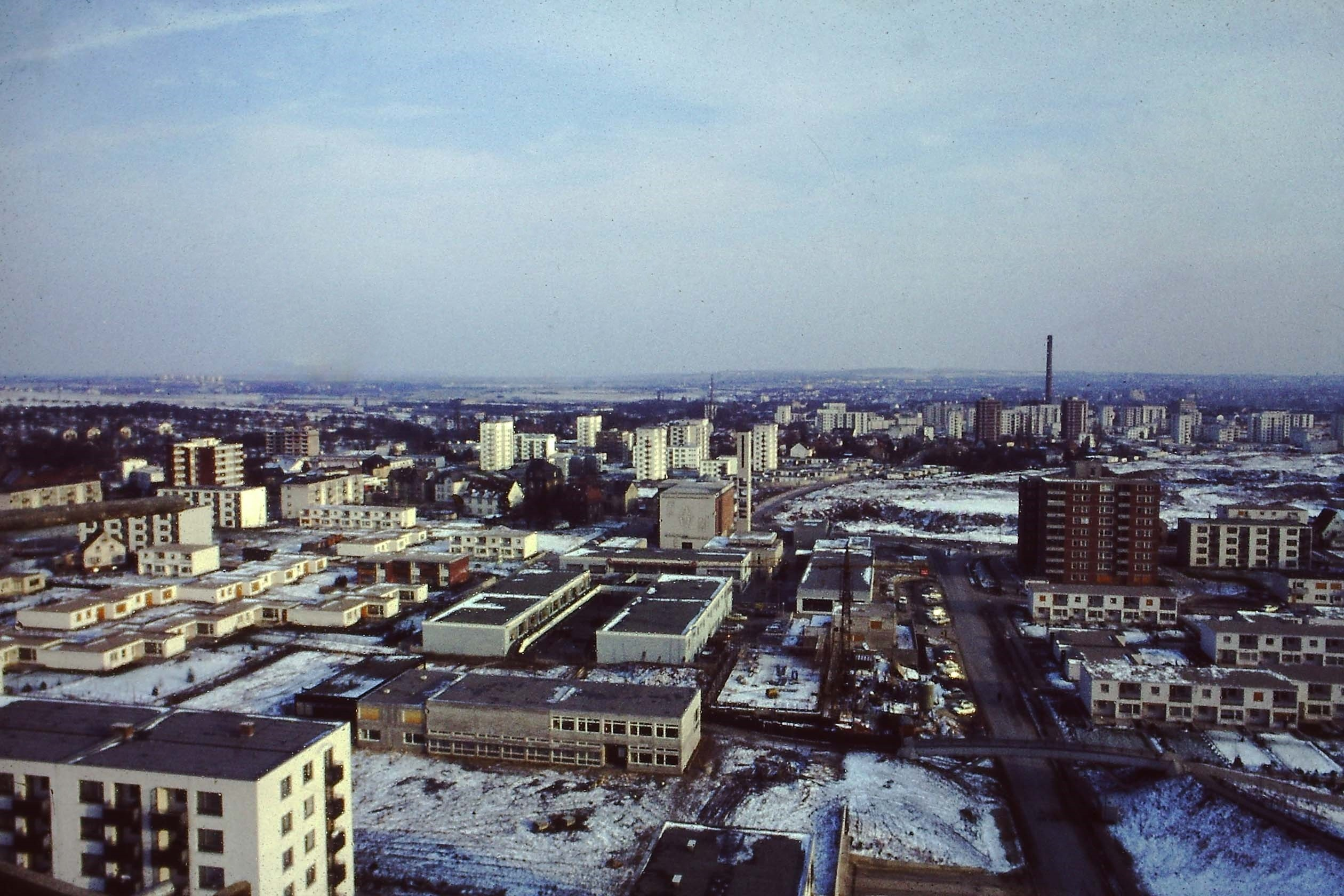
1967: Blick vom Hochhaus Thomas-Mann-Straße 18 über den Nordosten der Nordweststadt

## Leben
Von 1947 bis 1951 studierte Tassilo Sittmann Architektur an der Technischen Hochschule Darmstadt. 1952 trat er in das Architekturbüro von Walter Schwagenscheidt ein. Ab 1959 war er zusammen mit Schwagenscheidt mit der Planung für den neuen Stadtteil Frankfurt-Nordweststadt beschäftigt.
Als Hobby betrieb Sittmann Lepidopterologie; er züchtete in seinem Haus Schmetterlinge und legte eine wissenschaftliche Sammlung an, die aus seinem Nachlass in das Museum Wiesbaden gelangte.

## Werk (Auswahl)
- Neuer Stadtteil Frankfurt-Nordweststadt, 1959–1969, mit Walter Schwagenscheidt
- Cantate-Domino-Kirche, Frankfurt-Nordweststadt, 1963–1966, mit Walter Schwagenscheidt
- Ehem. Evangelisch-Deutsch-Reformiertes Gemeindezentrum (Gerhart-Hauptmann-Ring 398), Frankfurt am Main-Nordweststadt, 1969–70, mit Walter Schwagenscheidt
- Wohnanlage, Am Mispelbusch 3–5, Frankfurt-Bergen-Enkheim, 1976
- Evangelische Markuskirche, Kronberg-Schönberg im Taunus, 1978

## Schriften
- Tassilo Sittmann: Die farbige Gestaltung der Nordweststadt, Stadtplanungsamt der Frankfurt am Main, 1977

## Belege
1. ↑  Frankfurt: Meister demokratischen Bauens gestorben. Auf: fr.de vom 29. April 2022, zuletzt abgerufen am 30. April 2022.
2. ↑  Der Architekt Tassilo Sittmann ist tot. Auf: moderne-regional.de vom 29. April 2022, zuletzt abgerufen am 30. April 2022.
3. ↑  Katja Gußmann: Schöpfer der „Raumstadt“. In: Frankfurter Neue Presse. 16. Februar 2013, S. 12.
4. ↑  Fritz Geller-Grimm: Zum Verbleib der Sammlung von Tassilo Sittmann im Museum Wiesbaden. In: Nachrichten des Entomologischen Vereins Apollo. Band 44, Nr. 2, 2023, S. 86.

| Personendaten    | Personendaten       |
| ---------------- | ------------------- |
| NAME             | Sittmann, Tassilo   |
| KURZBESCHREIBUNG | deutscher Architekt |
| GEBURTSDATUM     | 6. April 1928       |
| GEBURTSORT       | Frankfurt am Main   |
| STERBEDATUM      | 24. April 2022      |
| STERBEORT        | Frankfurt am Main   |